# Podul Ștefan cel Mare (Timișoara)

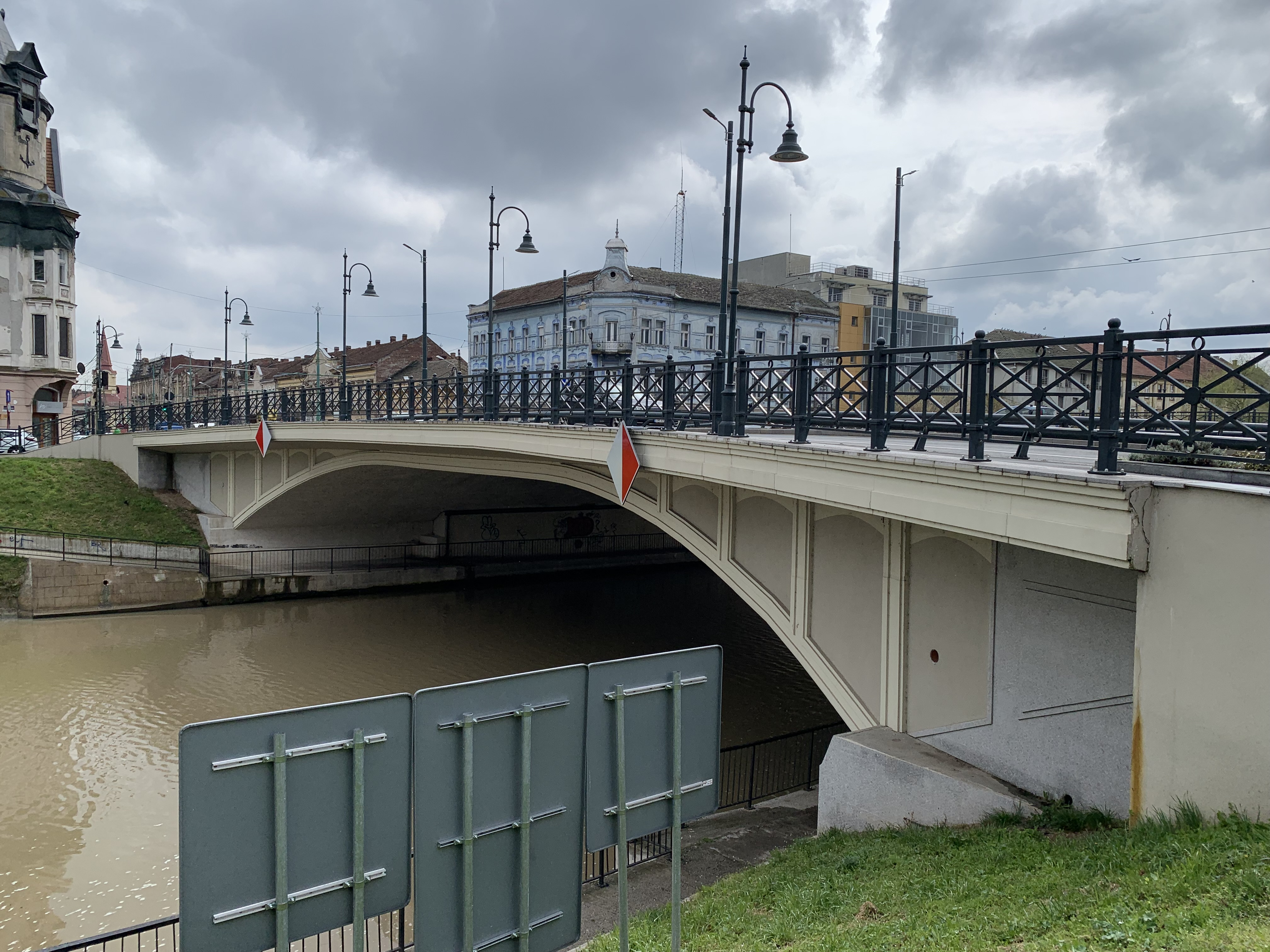
Podul Stefan cel Mare, 2023

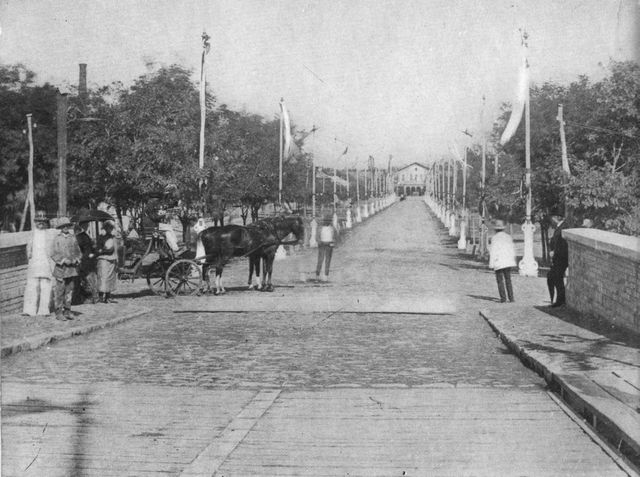
Nördlicher Brückenkopf der alten Holzbrücke aus dem 19. Jahrhundert, im Hintergrund der Gara de Nord

Blickrichtung Bahnhof, nach dem Bau des Palais Gemeinhardt

Blickrichtung Josefstädter Zentrum

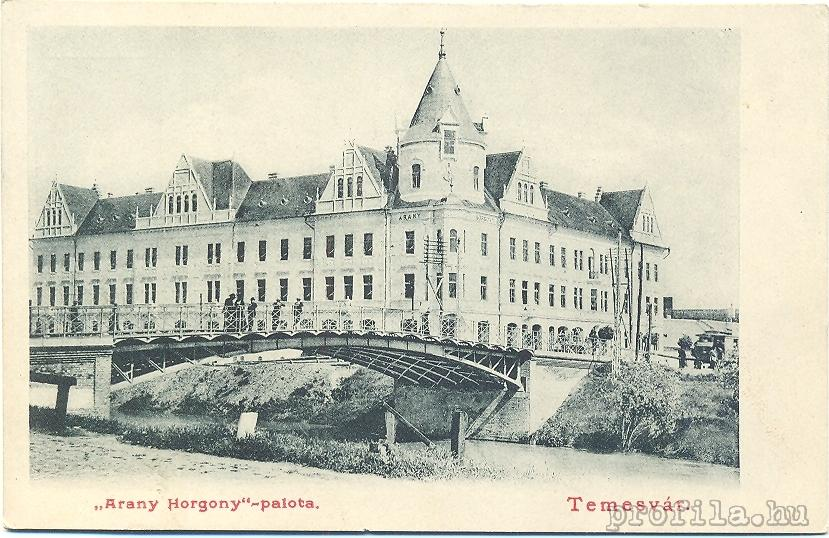
Detailansicht der Bogenkonstruktion

Podul Stefan cel Mare ist der Name einer Brücke in der westrumänischen Stadt Timișoara. Sie liegt im IV. Bezirk Iosefin (deutsch Josefstadt) und überquert dort die Bega. Im Zuge der Strada General Ion Dragalina stellt sie die Verbindung zwischen dem Zentrum der Josefstadt und dem Gara Timișoara Nord her. Namenspate war der moldauische Woiwode Ștefan cel Mare.

## Entstehungsgeschichte

### Holzbrücke
Die alte Holzbrücke, die zum Bahnhof führte, war in den 1880er-Jahren bereits morsch und den Ansprüchen nicht mehr gewachsen. Deshalb beschloss der Stadtrat 1889 den Bau einer Metallbrücke. Solche waren damals bereits gang und gäbe, die ersten Metallbrücken der Stadt wurden schon 1870 und 1871 gebaut.

### Stahlbrücke
1890 fand eine öffentliche Ausschreibung zum Ersatz der Holzbrücke statt. Den Zuschlag bekam die Reschitzaer Eisenbahngesellschaft unter der Leitung von Ingenieur Henrik Reiber. Die Familie Reiber hatte eine Reihe größere Gebäude in der Stadt gebaut, wobei das bedeutendste der Dikasterialpalast war. Aus bürokratischen Gründen verzögerte sich der Bau der Brücke. 1891 war die Stahlbrücke schließlich fertiggestellt. Sie hatte eine Öffnung von 30 Metern, die Fahrbahn war 5,60 Meter breit und die beiden Fußgängerwege je 1,50 Meter.
Mit der 1899 erfolgten Einführung der elektrischen Straßenbahn musste die Brücke den neuen Bedingungen angepasst werden. Sie wurde damals von fünf auf sieben Bögen erweitert.

### Betonbrücke
1930 sollte die Stahlbrücke aus dem 19. Jahrhundert wegen Ermüdungserscheinungen abgerissen werden. Bereits ab 1939 musste die marode Brücke aus diesem Grund für den Individualverkehr gesperrt werden, wenngleich die Straßenbahn weiter über die Brücke fuhr. Der Ingenieur Ioan Polen erstellte 1940 einen Neubauplan, doch wegen des Zweiten Weltkriegs kam das Projekt vorerst zum Erliegen. Erst 1956 wurde die alte Brücke abgerissen und anschließend bis 1958, bei Unterbrechung des Straßenbahnverkehrs, durch die heutige Betonbrücke ersetzt. Die Metallteile wurden eingeschmolzen, so dass von der alten Brücke nichts mehr übrig geblieben ist.

## Namen der Brücke
Zu Zeiten des Königreichs Ungarn hieß die Brücke zunächst Horgony híd, rumänisch Podul Ancora de Aur, deutsch Brücke zum Goldenen Anker. Namensgebend war hierbei eine Gaststätte in unmittelbarer Nähe, der Goldene Anker. Nachdem Timișoara 1919 an Rumänien gefallen war, erhielt sie schließlich ihren heutigen Namen. Eine umgangssprachliche Bezeichnung ist Podul de la Gară, deutsch Bahnhofsbrücke.

## Legende
Journalisten verbreiteten in den 1970er-Jahren das Gerücht, dass die alte Stahlbrücke nach einer Zeichnung von Gustave Eiffel, dem Erbauer des Pariser Eiffelturms, gebaut wurde. Dies hat sich jedoch nach Einsicht der Konstruktionspläne nicht bestätigt.